# Верхнее Нижемское
Верхнее Нижемское — пресноводное озеро на территории Амбарнского сельского поселения Лоухского района Республики Карелии.

## Общие сведения
Площадь озера — 1,6 км², площадь водосборного бассейна — 38,6 км². Располагается на высоте 56,4 метров над уровнем моря.
Форма озера лопастная, продолговатая: оно более чем на три километра вытянуто с юго-запада на северо-восток. Берега изрезанные, каменисто-песчаные, преимущественно возвышенные.
Из озера берёт начало река Нижма, впадающая в озеро Лисье, которое соединяется со Стойковской губой Белого моря.
В озере расположено не менее девяти безымянных островов различной площади.
К югу от озера проходит автодорога местного значения 86К-5 («Р-21 „Кола“ — Энгозеро — Гридино»).
Населённые пункты вблизи водоёма отсутствуют.
Код объекта в государственном водном реестре — 02020000711102000002927.